# Eremodorea haplopsara
Eremodorea haplopsara är en fjärilsart som beskrevs av Turner 1939. Eremodorea haplopsara ingår i släktet Eremodorea och familjen mätare. Inga underarter finns listade i Catalogue of Life.